# Tokáta a fuga d moll, BWV 565
Toccata a fuga d moll (BWV 565) je pravděpodobně nejznámější varhanní skladba všech dob. Jejím autorem je německý barokní hudební skladatel Johann Sebastian Bach. Skládá se ze tří částí: tokáty, která zde plní funkci předehry, dále čtyřhlasé fugy a krátké závěrečené pasáže.

## Historie

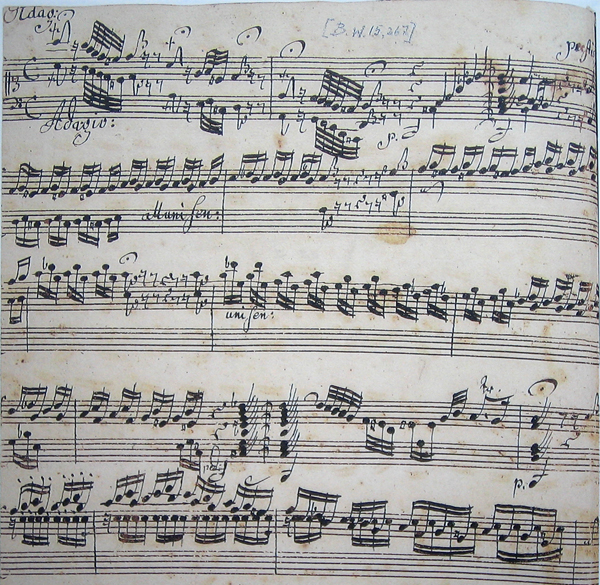
První strana nejstaršího dochovaného zápisu od Johannese Ringka

Podobně jako u mnoha jiných Bachových varhanních skladeb se ani v tomto případě nedochoval původní rukopis. Předpokládá se, že dílo vzniklo za Bachova působení v Arnstadtu v letech 1703-1707.
Nejstarší známý zápis skladby pochází od německého skladatele a varhaníka Johannese Ringka (1717-1778), a z něj přímo či nepřímo vycházejí všechny pozdější kopie.
Tiskem vyšla poprvé až v roce 1833 (tedy více než 80 let po Bachově smrti) ve vydavatelství Breitkopf & Härtel jako součást sbírky Bachových varhanních skladeb. Velký podíl na tomto vydání a obecněji na popularizaci Bachova díla měl Felix Mendelssohn; ten také Toccatu předvedl v roce 1840 v Lipsku na varhanním koncertě, který byl velmi dobře přijat kritikou.
Skladba si poté získala širokou oblibu a vzniklo mnoho transkripcí pro různé nástroje - mezi nejpopulárnější patří úpravy pro klavír od Carla Tausiga a Ferruccia Busoniho nebo orchestrální verze Leopolda Stokowského.

## Struktura
Skladba je napsaná v tónině d moll a dělí se na tři hlavní části:
- Toccata začíná třemi charakteristickými sestupnými rychlými běhy od dominanty k tónice v paralelních oktávách, dále se rozvine zmenšený septakord, který je rozveden do durového akordu na tónice. Po tomto úvodu následují tři krátké sekce, které mají charakter improvizace na předestřeném tónovém materiálu; první a třetí část se skládají převážně z triol v paralelních oktávách, resp. sextách.
- Hlavním tématem čtyřhlasé fugy je jednoduchá melodická linka složená pouze ze šestnáctinových not prokládaných dominantou. Odpověď následuje těsně po dokončení tématu a to poněkud netypicky na subdominantě (obvyklejší je dominanta). Téma se později objevuje mimo jiné i na III. či VII. stupni tóniny. Zajímavostí je také jedno provedení tématu v sólovém pedálu bez doprovodu ostatních hlasů.
- V krátkém závěru se opakují některé motivy z toccaty, i na malé ploše v něm dochází k několika výrazným změnám tempa, a celá skladba je uzavřena mollovou plagální kadencí.

## Zpochybnění Bachova autorství
V 60. letech 20. století se začaly objevovat pochybnosti o Bachově autorství a původní podobě skladby. Podle některých odborníků (např. Walter Emery , Peter Williams ) se v ní objevují prvky, které stylisticky neodpovídají Bachově rukopisu nebo předpokládané době vzniku skladby. Z tohoto nesouladu odvozují, že autorem může být někdo jiný a skladba vznikla později, než se dnes předpokládá. Podle jiné teorie je dílo varhanní transkripcí skladby určené původně pro strunný nástroj (housle, pětistrunné cello nebo loutnu).
Tyto teze však zůstávají spíše v rovině spekulací, neexistuje pro ně přímý důkaz a obecně je za autora skladby stále považován J. S. Bach. Muzikolog Christoph Wolff vysvětluje netypický styl tím, že se jedná o Bachovo velmi rané dílo, a některé prvky by údajně mohly být pokusem o kompenzaci technických nedostatků konkrétních varhan, na které Bach v té době hrál.

## V populární kultuře
Motivy z Toccaty a fugy v d moll, zejména úvodní pasáž, se často objevují ve filmech, seriálech, počítačových hrách a podobně, a také slouží jako zdroj inspirace pro populární hudbu.
Příklady:
- filmy: Fantazie (1940), Sunset Boulevard (1950), Sladký život (1960), Fantom Opery (1962), Velké závody (1965), Monty Python: Smysl života (1983), Letec (2004) a mnoho dalších
- moderní coververze a remixy: Mega NRG Man - Back On The Rocks , Sky - Toccata, Egg - Fugue in D minor, Vanessa-Mae - Toccata and Fugue, Jon Lord - Back Onto This, Teapacks - Toccata and Fugue in D Minor Played in G Minor, Submatukana - The Krypt